# العلاقات البلجيكية السيراليونية
العلاقات البلجيكية السيراليونية هي العلاقات الثنائية التي تجمع بين بلجيكا وسيراليون.

## مقارنة بين البلدين
هذه مقارنة عامة ومرجعية للدولتين:
| وجه المقارنة                                              | بلجيكا                                                                              | سيراليون       |
| --------------------------------------------------------- | ----------------------------------------------------------------------------------- | -------------- |
| المساحة (كم2)                                             | 30.53 ألف                                                                           | 71.74 ألف      |
| عدد السكان (نسمة)                                         | 11.37 مليون                                                                         | 7.56 مليون     |
| الكثافة السكانية (ن./كم²)                                 | 372.42                                                                              | 105.38         |
| العاصمة                                                   | بروكسل                                                                              | فريتاون        |
| اللغة الرسمية                                             | اللغة الهولندية، لغة فرنسية، اللغة الألمانية                                        | لغة إنجليزية   |
| العملة                                                    | يورو، فرنك بلجيكي                                                                   | ليون سيراليوني |
| الناتج المحلي الإجمالي (بليون دولار)                      | 492.68 مليار                                                                        | 3.77 مليار     |
| الناتج المحلي الإجمالي (تعادل القوة الشرائية) بليون دولار | 514.74 مليار                                                                        | 10.13 مليار    |
| الناتج المحلي الإجمالي الاسمي للفرد دولار أمريكي          | 40.32 ألف                                                                           | 653            |
| الناتج المحلي الإجمالي للفرد دولار أمريكي                 | 43.44 ألف                                                                           | 1.97 ألف       |
| مؤشر التنمية البشرية                                      | 0.890                                                                               | 0.413          |
| رمز المكالمات الدولي                                      | +32                                                                                 | +232           |
| رمز الإنترنت                                              | .be                                                                                 | .sl            |
| المنطقة الزمنية                                           | توقيت وسط أوروبا، ت ع م+01:00، ت ع م+02:00، توقيت وسط أوروبا الصيفي، أوروبا/بروكسل ‏ | 00             |

## منظمات دولية مشتركة
يشترك البلدان في عضوية مجموعة من المنظمات الدولية، منها:
| علم المنظمة | اسم المنظمة                               | تاريخ انضمام بلجيكا | تاريخ انضمام سيراليون |
| ----------- | ----------------------------------------- | ------------------- | --------------------- |
|             | الاتحاد البريدي العالمي                   | ?                   | ?                     |
|             | مؤسسة التنمية الدولية                     | 2 يوليو 1964        | 13 نوفمبر 1962        |
|             | منظمة حظر الأسلحة الكيميائية              | ?                   | ?                     |
|             | منظمة التجارة العالمية                    | ?                   | ?                     |
|             | الأمم المتحدة                             | 27 ديسمبر 1945      | 27 سبتمبر 1961        |
|             | وكالة ضمان الاستثمار متعدد الأطراف        | 18 سبتمبر 1992      | 20 يونيو 1996         |
|             | منظمة الشرطة الجنائية الدولية             | ?                   | ?                     |
|             | مؤسسة التمويل الدولية                     | 27 ديسمبر 1956      | 10 سبتمبر 1962        |
|             | الاتحاد الدولي للاتصالات                  | 1866                | 30 ديسمبر 1961        |
|             | البنك الدولي للإنشاء والتعمير             | 27 ديسمبر 1945      | 10 سبتمبر 1962        |
|             | البنك الإفريقي للتنمية                    | ?                   | ?                     |
|             | المركز الدولي لتسوية المنازعات الاستشارية | 26 سبتمبر 1970      | 14 أكتوبر 1966        |
|             | يونسكو                                    | 29 نوفمبر 1946      | 28 مارس 1962          |

## وصلات خارجية
- موقع وزارة الخارجية البلجيكية